# Alleringersleben
Alleringersleben ist ein Ortsteil der Gemeinde Ingersleben im Landkreis Börde in Sachsen-Anhalt.

## Lage und Geschichte
Alleringersleben liegt in der fruchtbaren Magdeburger Börde. Das Dorf profitierte vom Aufschwung, den die industrielle Zuckerproduktion in der zweiten Hälfte des 19. Jahrhunderts in die Börde brachte. Zahlreiche Bauernhöfe prägen bis heute das Dorfbild. 1889 wurde die Actien-Zuckerfabrik Alleringersleben gegründet, die Zucker und Sirup aus Zuckerrüben herstellte und nebenbei auch Ziegel produzierte. Über die Marienborn-Beendorfer Kleinbahn war die Fabrik an das Eisenbahnnetz angeschlossen. Anfang der 1950er Jahre wurde die Landwirtschaft kollektiviert und eine LPG gegründet, allerdings gab es zunächst auch noch einige Einzelbauern. Nach Schließung der innerdeutschen Grenze 1961 gehörte der Ort unweit des damaligen Grenzübergangs Helmstedt-Marienborn anfangs zum Sperrgebiet. Besuche waren nur mit Genehmigung und Passierschein möglich. Später wurde die Sperrzone enger gezogen und Alleringersleben war wieder zugänglich.
Am 1. Januar 2010 schlossen sich die bis dahin selbstständigen Gemeinden Alleringersleben, Eimersleben, Morsleben und Ostingersleben zur neuen Gemeinde Ingersleben zusammen.
Alleringersleben ist eine alte Langobardische Niederlassung und wurde im 1120 Jahr erstmals erwähnt. Erster Ortsname war Iggersleve, dann Ingersleven, später Westingersleve, da in direkter Nähe ein weiteres Dorf entstand mit dem Namen Ostingersleve, heute Ostingersleben. Im späteren Verlauf wurde das Dorf durch die Nähe zum Fluss Aller nun Alleringersleben genannt. Erste Grundherren waren die Edeln von Maresleve (Morsleben) und Hornburg, im Jahre 1120 dann der Graf Theoderich II. von Grieben zu Ummensleben. Dessen Nachkommen verkauften die Ortschaft im Jahr 1275 an die Besitzer der Burg zu Bartensleben. Nach dem Dreißigjährigen Krieg im Jahre 1650 lebten nur noch 60 Erwachsene in Alleringersleben. Bis 1782 war die Bevölkerungszahl wieder auf 316 Erwachsene gestiegen. Im Jahr 1823, nach den Napoleonischen Kriegen, zählte die Ortschaft 382 Erwachsene.

## Sehenswürdigkeiten

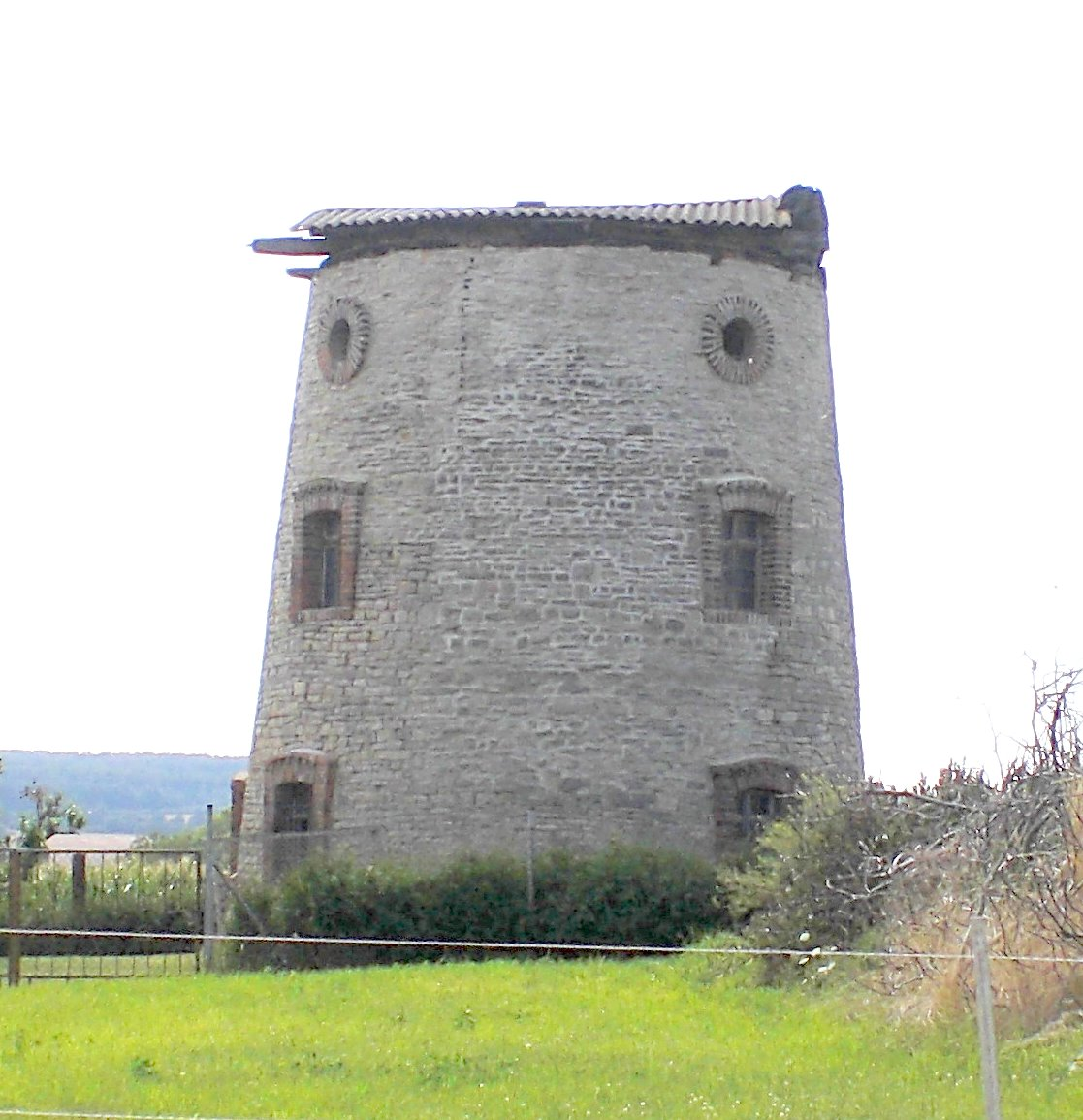
Turmwindmühle Alleringersleben

Nordöstlich des Dorfes steht auf einer Anhöhe die im Jahr 1859 errichtete Turmwindmühle Alleringersleben. Im Dorf selbst ist die auf die Zeit der Romanik zurückgehende Kirche St. Ludgeri erwähnenswert, deren Turm aus dem 12. Jahrhundert stammt. Das Hauptgebäude (Kirchenschiff) entstand im Jahr 1720. Bekannt sind auch die Veranstaltungen im „Allerhof“, darunter Weihnachts-, Oster- und Bauernmärkte.

## Verkehr
Die Gemeinde liegt an der Bundesstraße 1 zwischen Morsleben und Erxleben. Eine Anbindung an die Bundesautobahn 2 ist unmittelbar gegeben.

## Persönlichkeiten
- Wilhelm Quedenfeld (* 1863 in Alleringersleben; † um 1940 in Stendal) Komponist von 3 Sinfonie ( Musikschüler von August Friedrich Martin Klughardt) und Rektor der Knaben-Mittelschule in Stendal
- Siegfried Heinrichs (* 4. Oktober 1941 in Alleringersleben; † 8. April 2012 in Berlin), Schriftsteller und Verleger